# Бурокрылки
Бурокрылки (лат. Erynnis) — род бабочек из семейства толстоголовок. Род выделяют на основании особенностей строения копулятивного аппарата.

## Описание
Бабочки не крупные. Усики с веретеновидной булавой. Крылья с ровным выпуклым внешним краем. Основной фон верхней стороны крыльев — бурый, на котором находятся нечеткие поля из светлых чешуек. Андрокониальные поля на крыльях у самцов располагаются на переднем крае крыла.

## Систематика
Голарктический род, большинство видов которого распространено на территории США.
- Erynnis afranius (Lintner, 1878)
- Erynnis baptisiae (Forbes, 1936)
- Erynnis brizo (Boisduval & LeConte, [1837])
  - Erynnis brizo burgessi (Skinner, 1914)
- Erynnis funeralis (Scudder & Burgess, 1870)
- Erynnis horatius (Scudder & Burgess, 1870)
- Erynnis icelus (Scudder & Burgess, 1870)
- Erynnis juvenalis (Fabricius, 1793)
- Erynnis lucilius (Scudder & Burgess, 1870)
- Erynnis martialis (Scudder, 1869)
- Erynnis marloyi (Boisduval, [1834])
- Erynnis mercurius (Dyar, 1926)
- Erynnis montanus (Bremer, 1861)
- Erynnis meridianus Bell, 1927
- Erynnis pacuvius (Lintner, [1878])
  - Erynnis pacuvius callidus (Grinnell, 1905)
- Erynnis pathan Evans, 1949
- Erynnis pelias (Leech, 1891)
- Erynnis persius (Scudder, 1863)
  - Erynnis persius fredericki (HA Freeman, 1943)
- Erynnis popoviana Nordmann, 1851
- Erynnis propertius (Scudder & Burgess, 1870)
- Erynnis scudderi (Skinner, 1914)
- Erynnis tages (Linnaeus, 1758)
- Erynnis telemachus Burns, 1960
- Erynnis tristis (Boisduval 1852)
  - Erynnis tristis tatius (WH Edwards, 1882)
- Erynnis zarucco (Lucas, 1857)